# Севойно (футбольний клуб)
«Севойно» (серб. Фудбалски клуб Севојно) — колишній сербський професіональний футбольний клуб із міста Севойно. Виступав у сербській Суперлізі. Заснований 1950 року, 2010 — приєднаний до клубу «Слобода» (Ужице).

## Досягнення
- Фіналіст Кубка Сербії — 2009